# Lijst van gotische gebouwen in Luik
Dit is een (onvolledige) lijst van de gebouwen die in de gotische stijl zijn gebouwd in de Belgische provincie Luik. Vaak zijn de gebouwen niet volledig in gotische stijl gebouwd, in dat geval worden enkel de gegevens van het gotische gedeelte gegeven.
| Naam                                                    | Functie | Start bouw (jaar) | Voltooid (jaar) | Stijl | Huidige staat                                                         | Oorspronkelijke hoogte (m) | Huidige hoogte (m) | Lengte (m)              | Breedte (m) | Stad     | Straat              | Afbeelding |
| ------------------------------------------------------- | ------- | ----------------- | --------------- | --- | --------------------------------------------------------------------- | -------------------------- | ------------------ | ----------------------- | ----------- | -------- | ------------------- | ---------- |
| Waterburcht van Fallais                                 | Kasteel | 13e eeuw          | ?               | Gotiek | Gerestaureerd                                                         | ?                          | ?                  | ?                       | ?           | Fallais  | Rue du Château 1    |            |
| Sint-Christoffelkerk                                    | Kerk    | 14e eeuw          | ?               | Gotiek | Gerestaureerd                                                         | ?                          | ?                  | ?                       | ?           | Hannuit  | Rue de l'Eglise     |            |
| Collegiale kerk Onze-Lieve-Vrouw en Domitianus van Hoei | Kerk    | 1311              | 1536            | Gotiek | Gerestaureerd                                                         | ?                          | ?                  | ?                       | ?           | Hoei     |                     |            |
| Sint-Mengolduskerk                                      | Kerk    | ?                 | ?               | Gotiek | Gerestaureerd                                                         | ?                          | ?                  | ?                       | ?           | Hoei     | Rue Saint-Mengold   |            |
| Sint-Joriskerk                                          | Kerk    | ?                 | ?               | Gotiek | Gerestaureerd                                                         | ?                          | ?                  | ?                       | ?           | Limbourg | Tilleul             |            |
| Paleis van de Prins-bisschoppen                         | Paleis  | ?                 | ?               | Gotiek | Gerestaureerd. Later voorzien van Barokke en Neogotische toevoegingen | ?                          | ?                  | ?                       | ?           | Luik     | Place Saint Lambert |            |
| Sint-Lambertuskathedraal                                | Kerk    | 1194              | 14xx            | Vroeggotiek | Afgebroken in 1794                                                    | 134                        | /                  | 159 (inclusief pandhof) | 37          | Luik     |                     |            |
| Sint Jacqueskerk                                        | Kerk    | ?                 | ?               | Gotiek | Monument                                                              | ?                          | ?                  | ?                       | ?           | Luik     |                     |            |
| Sint-Maartensbasiliek                                   | Kerk    | 1506              | 1542            | Laat-gotiek | Gerestaureerd                                                         | ?                          | ?                  | ?                       | ?           | Luik     |                     |            |
| Sint-Pauluskathedraal                                   | Kerk    | 13e eeuw          | 15e eeuw        | Vroeggotisch: koor, transept, middenschip en zijbeuken Hooggotisch: apsis Laatgotisch: lichtbeuken, zijkapellen, toren, kruisgang | Gerestaureerd                                                         | ?                          | ?                  | ?                       | ?           | Luik     |                     |            |